# Пророков, Анатолий Евгеньевич
Анатолий Евгеньевич Пророков (род. 3 мая 1958, деревня Абрамово, Костромская область) — российский политический деятель, глава муниципального образования Город Новомосковск Тульской области, кандидат технических наук (1989).

## Биография
Родился 3 мая 1958 года в деревне Абрамово, Костромской области.
Переехал в Новомосковск.

### Образование
В 1965 году был зачислен в школу №17. Затем перешёл в школу №2, где её закончил в 1975 году.
С 1975 по 1980 год учится в Новомосковский филиал МХТИ им. Д.И. Менделеева. В 1980 году с отличием окончил вуз и получил квалификацию инженера по автоматизации химико-технологических процессов.
После окончания института был распределён на кафедру «Автоматизации производственных процессов» НФ МХТИ на должность инженера ЭВМ.
С 1981 года ассистент, а с 1989 года старший преподаватель кафедры «Автоматизации производственных процессов».
В 1989 году защитил диссертацию на соискателя ученой степени кандидата технических наук.
С 1990 года доцент НФ МХТИ им. Д.И. Менделеева.
С 1994 года является деканом факультета «Экономика и управление» НИ РХТУ.
В 1993 году присвоено ученое звание доцента.
В 2001 году окончил Тульский государственный университет, по специальности «Государственное и муниципальное управление».

### Государственная служба
С 1998 по 2013 год работал в администрации муниципального образования город Новомосковск, сначала в должности председателя комитета по образованию и науке. С 2006 года в должности заместителя главы администрации муниципального образования город Новомосковск, курировал вопросы социальной сферы.
8 сентября 2013 года был избран депутатом городского Собрания депутатов. На выборы был выдвинут партией «Единая Россия».
20 сентября 2013 года Собранием депутатов города Новомосковск был избран главой муниципального образования город Новомосковск. Выборы прошли открытым голосованием. На голосование была представлена одна кандидатура от партии «Единая Россия» - Анатолий Пророков. Его поддержали 18 депутатов, 2-е проголосовали против и 2-е воздержались.

### Семья
Женат. Воспитывает трех дочерей и одного сына.

## Избранные труды
Источник — Электронные каталоги РНБ
- Богатиков В. Н., Палюх Б. В., Пророков А. Е., Мартыненко И. Б. Методология управления технологической безопасностью непрерывных химико-технологических процессов на основе дискретных моделей. — Новомосковск : Новомоск. ин-т РХТУ, 2005. — 187 с. — ISBN 5-7237-0622-5
- Палюх Б. В., Богатиков В. Н., Пророков А. Е., Алексеев В. В. Приложение метода разделения состояний для управления технологической безопасностью промышленных процессов на основе нечетко определенных моделей — Тверь : Редакционно-издательский центр ТГТУ, 2009. — 368 с. — ISBN 978-5-7995-0511-0
- Пророков А. Е. Исследование эксергетических характеристик и разработка цифровых систем управления отделения каталитической очистки агрегата азотной кислоты : Автореф. дис. … канд. техн. наук. — М., 1989. — 16 с.

## Награды
- Серебряная медаль «За особый вклад в развитие Тульской области»
- Почётный работник общего образования Российской Федерации
- Победитель конкурса «Лучший муниципальный служащий» Российской академии госслужбы при Президенте РФ.